# Північна (притока Паркачихи)
Півні́чна (рос. Северная) — річка в Сарапульському та Камбарському районах Удмуртії, Росія, права притока річки Паркачиха.
Починається на північній околиці села Октябрський, посеред тайги. Протікає на південь, південний захід та знову на південь. Середня течія протікає через великі болота, тому річка може змінювати своє русло. Впадає до Паркачихи на східній околиці сарапульського мікрорайону Симониха
На річці розташоване село Октябрський, де збудовано невеликий став, а на південній околиці — залізничний міст.